# فرودگاه بین‌المللی هوهوت بایتا
فرودگاه بین‌المللی هوهوت بایتا (به انگلیسی: Hohhot Baita International Airport) یک فرودگاه همگانی با کد یاتا HET است . این فرودگاه در کشور چین قرار دارد و در ارتفاع ۱۰۸۴ متری از سطح دریا واقع شده‌است.

## شرکت‌های هواپیمایی و مقصدهای پروازی
| شرکت‌های هواپیمایی                             | مقصدهای پروازی |
| --------------------------------------------- | --- |
| Aero Mongolia                                 | بویانت-اوخا |
| ایر چاینا                                     | پکن، بایون گوآنگجو، هانگجو ژیاشان، شانگهای پودنگ، تیانجین بینهای فصلی: شانگهای هونگچیائو |
| ایر چاینا اجرا توسط دالیان ایرلاینز           | دالیان ژووشویزی |
| بیجینگ کپیتال ایرلاینز                        | پکن، هایکو میلان، هانگجو ژیاشان، نانچانگ چانگبی، ووهان تیانهه، زیامن گائوچی، ژنگژو سین‌ژنگ |
| هواپیمایی شرقی چین                            | جینینگ کوفو، نانجینگ لوکو، نینگبو لیشه، شانگهای هونگچیائو، شانگهای پودنگ، شنژن بن، شیاژونگ ژنگدینگ، ووسو تائی‌یوان، Tongliao، ونچو یونگچیانگ, ووهای، سانن شوفانگ, شی‌آن شیان‌یانگ، Xilinhot، Yuncheng |
| هواپیمایی شرقی چین اجرا توسط شانگهای ایرلاینز | هایلار دنگشان، شانگهای هونگچیائو |
| China Express Airlines                        | آرکسان، چنگچینگ ییانگبی، دالیان ژووشویزی، هایلار دنگشان، جیاگوداچی، مانژولی ضیاجیاو، اوردوس ایجین هورو، Tongliao، Ulanhot، سینینگ کائوجیابو، Yulin |
| هواپیمایی جنوبی چین                           | چانگچون لونگییا، دالیان ژووشویزی، بایون گوآنگجو، کینگدائو لیوتینگ، سانیا فونیکس، شنینگ تخین، شنژن بن، اورومچی دیووپو، شی‌آن شیان‌یانگ، یینچوان هیدونگ، ژنگژو سین‌ژنگ |
| چاینا یونایتد ایرلاینز                        | پکن نانیوان |
| Donghai Airlines                              | هایلار دنگشان، ژنگژو سین‌ژنگ |
| اوا ایر                                       | تائویوان تایوان |
| فار ایسترن ایر ترنسپورت                       | تیچون |
| GX Airlines                                   | نانینگ ووژو، ژنگژو سین‌ژنگ |
| هاینان ایرلاینز                               | پکن، چانگچون لونگییا، چانگشا هوانگهوا، هایکو میلان، نانچانگ چانگبی، سانیا فونیکس، شانگهای پودنگ، شنژن بن، اورومچی دیووپو، ووهان تیانهه، ژنگژو سین‌ژنگ |
| هبئی ایرلاینز                                 | هایلار دنگشان، مانژولی ضیاجیاو، شیاژونگ ژنگدینگ |
| هنگ کنگ ایرلاینز                              | هنگ کنگ |
| جونیائو ایرلاینز                              | شانگهای پودنگ |
| Lucky Air                                     | کونمینگ چانگشوی، ووسو تائی‌یوان |
| New Gen Airways                               | چارتر: کرابی، پوکت |
| اوکی ایرویز                                   | Alxa Left Banner، تیانجین بینهای |
| چینگدائو ایرلاینز                             | هایلار دنگشان، یانتای چائوشوی |
| رویلی ایرلاینز                                | کونمینگ چانگشوی، ووسو تائی‌یوان، شنینگ تخین |
| شاندونگ ایرلاینز                              | جینان یاکیانگ، کینگدائو لیوتینگ، تیانجین بینهای، زیامن گائوچی |
| شنژن ایرلاینز                                 | چنگدو شوانگلیو، بایون گوآنگجو، هایلار دنگشان، هانگجو ژیاشان، نانجینگ لوکو، نانینگ ووژو، شنینگ تخین، شنژن بن، ووهان تیانهه، ژنگژو سین‌ژنگ |
| سیچوان ایرلاینز                               | چنگدو شوانگلیو |
| اسپرینگ ایرلاینز                              | سووارنابومی، چوبو سنترایر، شانگهای پودنگ، شیاژونگ ژنگدینگ، یانگژو تایژو |
| تیانجین ایرلاینز                              | بایانور، چانگشا هوانگهوا، چایفنگ ایولونگ، چنگچینگ ییانگبی، دالیان ژووشویزی، داتنگ بییازاو، لانگ‌دونگ‌بائو گوئی‌یانگ، هایلار دنگشان، هانگجو ژیاشان، هاربین تایپینگ، هفئی ژینگیاو، جینان یاکیانگ، لانجو ژنگچوان، لینفن کیائولی، لولیانگ، نانچانگ چانگبی، نانینگ ووژو، نینگبو لیشه، شنینگ تخین، شیاژونگ ژنگدینگ، ووسو تائی‌یوان، تیانجین بینهای، Ulanhot، ووهای، شی‌آن شیان‌یانگ، Xilinhot، یانتای چائوشوی، یینچوان هیدونگ، Yulin، ژنگژو سین‌ژنگ |
| ویتنام ایرلاینز                               | چارتر: کام رانح |
| وست ایر                                       | چنگچینگ ییانگبی، هاربین تایپینگ |
| ژیامن ایرلاینز                                | چانگشا هوانگهوا، فوژو چنگل، هایلار دنگشان، هانگجو ژیاشان، هفئی ژینگیاو، نانجینگ لوکو، تیانجین بینهای، زیامن گائوچی |

### باری
| شرکت‌های هواپیمایی    | مقصدهای پروازی                            |
| -------------------- | ----------------------------------------- |
| چاینا پستال ایرلاینز | نانجینگ لوکو، ووسو تائی‌یوان، ژنگژو سین‌ژنگ |